# Wereldkampioenschappen wielrennen 1977
De wereldkampioenschappen wielrennen 1977 werden gehouden in en rond de Venezolaanse stad San Cristóbal, een stad gelegen op een hoogte van 2050 meter.
Het was de eerste, en tot nu toe enige, keer dat Venezuela het wereldkampioenschap mocht organiseren.
In de wegrit bij de mannen klopte de Italiaan Francesco Moser de Duitser Dietrich Thurau in een sprint met twee. De Italiaan Franco Bitossi behaalde brons.

## Uitslagen

### Elite
| pos.   | renner            | land      | tijd    |
| ------ | ----------------- | --------- | ------- |
| Goud   | Francesco Moser   | Italië    | 6u36'24 |
| Zilver | Dietrich Thurau   | Duitsland | z.t.    |
| Brons  | Franco Bitossi    | Italië    | +1'19"  |
| 4      | Hennie Kuiper     | Nederland | z.t.    |
| 5      | Domingo Perurena  | Spanje    | +1'35"  |
| 6      | André Chalmel     | Frankrijk | +1'39"  |
| 7      | Jacques Esclassan | Frankrijk | +1'41"  |
| 8      | Bernard Hinault   | Frankrijk | z.t.    |
| 9      | Giuseppe Saronni  | Italië    | z.t.    |
| 10     | Walter Godefroot  | België    | z.t.    |

### Amateurs
| pos.   | renner            | land        |
| ------ | ----------------- | ----------- |
| Goud   | Claudio Corti     | Italië      |
| Zilver | Sergueï Morozov   | Sovjet-Unie |
| Brons  | Salvatore Maccali | Italië      |

### Amateurs 100 km ploegentijdrit
| pos.   | land        |
| ------ | ----------- |
| Goud   | Sovjet-Unie |
| Zilver | Italië      |
| Brons  | Polen       |

### Dames
| pos.   | renster          | land             |
| ------ | ---------------- | ---------------- |
| Goud   | Josiane Bost     | Frankrijk        |
| Zilver | Connie Carpenter | Verenigde Staten |
| Brons  | Minie Brinkhoff  | Nederland        |

1921 · 
1922 · 
1923 · 
1924 · 
1925 · 
1926 · 
1927 · 
1928 · 
1929 · 
1930 · 
1931 · 
1932 · 
1933 · 
1934 · 
1935 · 
1936 · 
1937 · 
1938 · 
1946 · 
1947 · 
1948 · 
1949 · 
1950 · 
1951 · 
1952 · 
1953 · 
1954 · 
1955 · 
1956 · 
1957 · 
1958 · 
1959 · 
1960 · 
1961 · 
1962 · 
1963 · 
1964 · 
1965 · 
1966 · 
1967 · 
1968 · 
1969 · 
1970 · 
1971 · 
1972 · 
1973 · 
1974 · 
1975 · 
1976 · 
1977 · 
1978 · 
1979 · 
1980 · 
1981 · 
1982 · 
1983 · 
1984 · 
1985 · 
1986 · 
1987 · 
1988 · 
1989 · 
1990 · 
1991 · 
1992 · 
1993 · 
1994 · 
1995 · 
1996 · 
1997 · 
1998 · 
1999 · 
2000 · 
2001 · 
2002 · 
2003 · 
2004 · 
2005 · 
2006 · 
2007 · 
2008 · 
2009 ·
2010 · 
2011 · 
2012 · 
2013 · 
2014 · 
2015 · 
2016 · 
2017 · 
2018 · 
2019 · 
2020 ·
2021 ·
2022 ·
2023 ·
2024 ·
2025 ·
2026